# Alexandre Satz
Alexandre Igorevitch Satz (en russe : Александр Игоревич Сац ; ISO 9 : Aleksandr Igorevič Sac), né à Moscou le 31 janvier 1941, mort le 18 janvier 2007 à Graz, fut l'un des grands pédagogues du piano de la fin du XXe siècle, héritier de la tradition russe.

## Biographie
Il était fils d'un critique littéraire et d'une traductrice de littérature française. Il suivit les cours de l'Institut Gnessin avec le professeur Léonid Brumberg. Dès la fin de ses études, il fut nommé enseignant dans ce même institut Gnessin, à l'âge de 22 ans.
Commença alors une longue carrière, tout entière consacrée à la formation de ses élèves. Parmi eux, deux ont acquis une notoriété sur les scènes internationales : Boris Berezovsky et Lilya Zilberstein. L'un et l'autre ont voué une véritable dévotion à leur maître, sollicitant sans cesse, même au sommet de leur art, son avis sur l'interprétation des œuvres, et rendant hommage à ses exceptionnelles qualités musicales autant qu'humaines. 
En 1991, Alexandre Satz émigra à Graz, en Autriche, où il enseigna à l'Universität für Musik und darstellende Kunst, attirant dans cette ville de Styrie un nombre grandissant d'élèves venus de toute l'Europe pour suivre ses cours. Parallèlement, il donna des Master classes aux Semaines musicales de Tours, en France, à Vienne (Wiener Meisterkurse), à la Fondation Mozart. 
À partir de 1999, il enseigne régulièrement à la Royal Academy of Music de Londres (invited teacher). Boris Berezovsky, Amandine Savary, Lilya Zilberstein et Yevgeny Sudbin y ont fait partie de ses élèves. 
Interprète, il joua Mozart, Beethoven, Brahms, Schubert, Schumann et Chopin. Mais sa prédilection le portait vers les compositeurs russes, en particulier Scriabine (dont il édita certaines partitions corrigées), Rachmaninov et Medtner. Chambriste, il se produisit en concert avec Oleg Maisenberg, Tatiana Grindenko, Daniil Chafran. Il fut aussi invité du Festival de Lockenhaus.
Alexander Satz est décédé le 18 janvier 2007.